# Phyllostegia grandiflora
Phyllostegia grandiflora är en kransblommig växtart som först beskrevs av Charles Gaudichaud-Beaupré, och fick sitt nu gällande namn av George Bentham. Phyllostegia grandiflora ingår i släktet Phyllostegia och familjen kransblommiga växter. Inga underarter finns listade i Catalogue of Life.